# Meant to Be
«Meant to Be» —literalmente en español: —Destinado a suceder— es una canción grabada por la cantante estadounidense Bebe Rexha, con el dúo de música country estadounidense Florida Georgia Line, de su tercer extended play (EP) All Your Fault: Pt. 2. Fue lanzado a la radio de éxito estadounidense contemporánea el 24 de octubre de 2017, por Warner Bros. Records como el segundo sencillo del EP.

## Video musical
El video musical dirigida por Sophie Muller se lanzó el 23 de octubre de 2017 y fue filmada en Albuquerque, Nuevo México. En julio de 2018, este video fue nominado a un premio MTV Video Music Award.

## Posicionamiento en listas
| Listas (2017–18)                            | Mejor posición |
| ------------------------------------------- | -------------- |
| Australia (ARIA)                            | 2              |
| Austria (Ö3 Austria Top 40)                 | 49             |
| Bélgica (Flandes) (Ultratip Bubbling Under) | 16             |
| Bélgica (Valonia) (Ultratip Bubbling Under) | 12             |
| Canadá (Canadian Hot 100)                   | 7              |
| Dinamarca (Tracklisten)                     | 38             |
| Alemania (Media Control AG)                 | 62             |
| Irlanda (IRMA)                              | 62             |
| Israel (Media Forest TV Airplay)            | 1              |
| Malaysia Streaming (RIM)                    | 20             |
| Países Bajos (Dutch Top 40)                 | 8              |
| Países Bajos (Mega Single Top 100)          | 38             |
| Nueva Zelanda (Recorded Music NZ)           | 5              |
| Noruega (VG-lista)                          | 5              |
| Escocia (Scottish Singles Sales Chart)      | 41             |
| Suecia (Sverigetopplistan)                  | 8              |
| Suiza (Schweizer Hitparade)                 | 34             |
| Reino Unido (UK Singles Chart)              | 11             |
| Estados Unidos (Billboard Hot 100)          | 2              |
| Estados Unidos (Adult Contemporary)         | 22             |
| Estados Unidos (Adult Top 40)               | 11             |
| Estados Unidos (Hot Country Songs)          | 1              |
| Estados Unidos (Mainstream Top 40)          | 3              |

## Certificaciones
| País           | Organismo Certificador | Certificación | Ventas Certificadas |
| -------------- | ---------------------- | ------------- | ------------------- |
| Australia      | ARIA                   | 4x Platino    | 280,000             |
| Bélgica        | BEA                    | Oro           | 15,000              |
| Dinamarca      | IFPI                   | Oro           | 45,000              |
| Nueva Zelanda  | RIANZ                  | 2x Platino    | 60,000              |
| Suecia         | GLF                    | 2x Platino    | 80,000              |
| Suiza          | IFPI - Suiza           | Oro           | 15,000              |
| Reino Unido    | BPI                    | 2x Platino    | 1,200,000           |
| Estados Unidos | RIAA                   | 11x Platino   | 11,000,000          |

## Historial de lanzamientos
| País           | Fecha                   | Formato                | Discográfica | Ref.   |
| -------------- | ----------------------- | ---------------------- | ------------ | ------ |
| Estados Unidos | 24 de octubre de 2017   | Contemporary hit radio | Warner Bros. | [ 3 ]  |
| Estados Unidos | 20 de noviembre de 2017 | Country radio          | Warner Bros. | [ 28 ] |
| Italia         | 2 de febrero de 2018    | Contemporary hit radio | Warner       | [ 29 ] |